# Mönthal
Mönthal is een gemeente en plaats in het Zwitserse kanton Aargau en maakt deel uit van het district Brugg.
Mönthal telt 395 inwoners.